# چرخه کربن در زیست‌کره زمینی

دیاگرام شماتیک از چرخهٔ کربن در زیست‌کرهٔ زمینی. کربن دی‌اکسید از اتمسفر از طریق تولید ناخالص اولیه (GPP) حذف و تبدیل به کربن آلی تبدیل گردیده‌است. در حدود نیمی از GPP به طور مستقیم به جو بازمی‌گردد. واحدها به گیگاتن هستند.

چرخهٔ کربن در زیست‌کرهٔ زمینی نقش مهمی در ساختار، زیست‌شیمی و تغذیهٔ سلول‌های زنده دارد و بخشی از چرخهٔ جهانی کربن را همراه با چرخه کربن در جو زمین و در آب‌کرهٔ زمین تشکیل می‌دهد. کربن بخشی اساسی از حیات بر روی زمین است و حدود نیمی از وزن خشک بسیاری از موجودات زنده را تشکیل می‌دهد. زیست‌توده‌ها بین ۶۰۰ تا ۱۰۰۰ گیگاتن از کربن را ذخیره می‌کنند، که بیشتر آن چوب است. حدود ۱.۲۰۰ گیگاتن کربن در زیست‌کرهٔ زمینی به عنوان زیست‌تودهٔ مرده ذخیره شده‌اند.
سرعت چرخهٔ کربن در زیست‌کرهٔ زمینی به نوع ذخیره و حالت‌های آن بستگی دارد. در جو زمین بسیار سریع‌تر رد و بدل می‌شود، اگر چه مقدار کمی از کربن زیست‌کرهٔ زمینی را ترک کرده و به صورت کربن آلی حل‌شده وارد اقیانوس‌ها می‌شود.
بیشتر کربن موجود در زیست‌کرهٔ زمینی در جنگل‌ها ذخیره شده‌است: آن‌ها ۸۶ درصد کربن موجود در بالای سطح زمین را در بر دارند و خاک جنگل نیز ۷۳ درصد کربن زمین را در خود دارد. کربن موجود درون گیاهان می‌تواند از طریق مصرف گیاهان به سایر موجودات منتقل شود. زمانی که حیوانات گیاهی را می‌خورند، به عنوان مثال، کربن آلی ذخیره‌شده در گیاهان به اشکال دیگر تبدیل شده و داخل حیوانات مورد استفاده قرارمی‌گیرد. همین امر همچنین برای باکتری‌ها و سایر هتروتروفها صدق می‌کند.

## ذخیره‌سازی
زیست‌کرهٔ زمینی شامل کربن آلی در تمام موجودات زندهٔ زمینی اعم از زنده و مرده، و کربن ذخیره شده در خاک می‌باشد. در حدود ۵۰۰ گیگاتن کربن در گیاهان و موجودات زندهٔ دیگر روی زمین ذخیره شده‌است و خاک دارای حدود ۱۵۰۰ گیگاتن کربن است. بیشتر کربن موجود در زیست‌کرهٔ زمینی، کربن آلی است، و حدود یک سوم از کربن ذخیره شده در خاک به اشکال معدنی مانند کلسیم کربنات ذخیره شده‌است. کربن آلی جزء اصلی تمام موجودات زندهٔ روی زمین است. اتوتروفها آن را از هوا در شکل دی‌اکسید کربن استخراج کرده و آن را به کربن آلی تبدیل می‌کند، در حالی که هتروتروفها برای تأمین انرژی و رفع نیازهای غذایی خود از مواد ساخته‌شده سایر موجوات زنده استفاده می‌کنند. مرگ گیاهان و حیوانات اعم از گوشت‌خوار و گیاه‌خوار باعث رهاسازی کربن در سطح زمین و اتمسفر می‌گردد، به همین دلیل حجم قابل توجه‌ای از کربن که حدود یک‌هزار تا صدهزار میلیون تن تخمین‌زده می‌شود، هر روز راهی را از برگ گیاهان آغاز می‌کند و بخشی از آن طی یک دوره چند ساله دوباره به جو زمین باز می‌گردد.
کربن در جهان و بر روی زمین یک عنصر نسبتاً نادر به حساب می‌آید:
- بیشترین عناصر در جهان: هیدروژن (۹۲٫۷٪) و هلیم (۷٫۲٪)، (کربن فقط ۰٫۰۰۸٪)
- بیشترین عناصر در پوسته زمین: اکسیژن ۴۹٪، آهن ۱۹٪، سیلیکون ۱۴٪، منیزیم ۱۲٫۵٪ (در مقابل کربن فقط ۰٫۰۹۹٪)
- بیشترین عناصر در بدن انسان: هیدروژن (۶۰٫۶٪)، اکسیژن (۲۵٫۷٪) و کربن (۱۰٫۷٪)

بنابراین توسعهٔ زندگی مبتنی بر کربن تنها در صورتی ممکن است که موجودات زنده تمام چرخه‌های جهانی کربن را استفاده کرده و دوباره چرخه‌ای بسته ایجاد کنند. فرم‌های ذخیره‌سازی کربن در زیست‌کره توسط مواد آلی و کربنات دیگر (معمولاً کربنات کلسیم) انجام می‌شود. استخوان‌بندیها و اسکلت‌های خارجی از مواد آلی (کیتین در بندپایان (سخت‌پوستان، عنکبوتیان و حشرات)، اسکلت‌های خارجی از جنس کربنات در نرم‌تنان، روزن‌داران و هپتوفایتا و اسکلت‌های داخلی از کربنات در مرجانها در این میان از اهمیت ویژه‌ای برخوردار هستند.
اکوسیستمهای زمینی حاوی حدود ۸۰۰ گیگاتن کربن، و دریایی حاوی ۳ گیگاتن در زیست‌کره هستند که معادل سهم ۰٫۰۰۱٪ از کل کربن جهانی است. بنابراین، بیوسفر نیز همانند اتمسفر به یکی از کوچکترین ذخیره‌سازهای کربن می‌پیوندد اما موتورهای چرخه‌های کوتاه مدت هستند.

### سنگ‌کره
سنگ‌کره یا لیتوسفر با داشتن ۹۹٫۹۵٪ از کربن، به عنوان بزرگ‌ترین ذخیره‌کنندهٔ آن محسوب می‌شود. با این‌حال سرعت جریان آن کم است و از این رو بخشی از چرخه دراز مدت کربن محسوب می‌شود.
- رسوبات و سنگ‌های کربناته:
  - کربناتها: کلسیت و دولومیت حدود ۶۰ میلیون گیگاتن[۶]
  - کروژن (مواد آلی فسیلی مانند نفت شیل) ۱۵ میلیون گیگاتن
  - گاز هیدرات ۱۰٫۰۰۰ گیگاتن
- زغال سنگ، گاز طبیعی، نفت ۴٫۱۰۰ گیگاتن
- پدوسفر با گیاخاک، تورب، رسوبات و مواد معدنی ۱٫۵۰۰ گیگاتن
- گرافیت

گازهای هیدرات تحت شرایط «عادی» به صورت گازهایی هستند که مولکول‌هایش با مولکول‌های ضعیف آب متصل هستند. ذخیره‌سازی مولکول‌های آب تحت شرایط خاصی رخ می‌دهد: محلول در آب، دمای پایین و فشار بالا. هیدرات به دست آمده عمدتاً جامد است. هیدرات متان برای چرخهٔ کربن بسیار مهم است، مولکول‌های متان توسط آن‌ها در حفره‌هایی از شبکه کریستال قرار دارند. این‌ها در رسوبات‌دریایی و پرمافراست یافت می‌شوند. متان موجود در متان‌هیدرات توسط تجزیه بی‌هوازی مواد آلی تولید می‌شوند. از اشباع آب با متان و در دماهای بالاتر از انجماد و در فشار بالا (از ۵۰۰ متر عمق در دریا) هیدرات متان تشکیل می‌شود. با تغییر در شرایط فشار و درجهٔ حرارت، می‌توانند مقادیر بیشتری از متان منتشر و آزاد شده و وارد اتمسفر شوند.
متان آزادشده از رسوبات می‌تواند تحت شرایطی در آب‌های بی‌اکسیژن (مناطقی در آب دریا یا آب شیرین که تهی از اکسیژن محلول هستند) توسط باستانیان مورد استفاده قرارگیرد: اسید استیک ساخته‌شده از متان در طول این جریان به شکل زیر تشکیل می‌شود.
این اسید استیک توسط باکتری دسولفوسارجینا برای تولید انرژی در تنفس سولفاتی مورد استفاده قرار می‌گیرد:
مصرف ۳۰۰ میلیون تن متان به صورت سالانه توسط این همزیستی تخمین زده می‌شود، که بیش از ۸۰٪ از متان تولید شده توسط باستانیان در رسوبات است. تحت شرایط اکسیژ می‌توان متان را به طور کامل با استفاده از باکتری‌های هوازی و اکسیژن به دی اکسید کربن و آب اکسیده کرد.

### خاک‌سپهر
در خاک مقدار ۱۱۰۰-۱۶۰۰ پنتوگرم کربن یافت می‌شود. این مقدار دو برابر مقدار موجود در گیاهان زنده (۵۶۰ پنتوگرم) و موجود در جو (۷۵۰ پنتوگرم) می‌باشد.

## همسنگ‌های انگلیسی
1. ↑  Gross Primary Production
2. ↑  Dissolved organic carbon
3. ↑  Terrestrial biosphere
4. ↑  CaCO3
5. ↑  Haptophyta
6. ↑  Desulfosarcina